# Micropsitta bruijnii
Micropsitta bruijnii là một loài chim trong họ Psittacidae.